# Linia kolejowa Kamenz – Bischofswerda
Linia kolejowa Kamenz – Bischofswerda – nieczynna i nieistniejąca już lokalna linia kolejowa przebiegająca przez teren kraju związkowego Saksonia, w Niemczech. Linia łączyła stacje Kamenz  i Bischofswerda.